# Maatstafconcurrentie
Maatstafconcurrentie is een tijdelijk mechanisme binnen de Nederlandse gezondheidszorg dat geleidelijk door vrije onderhandelingen over prijzen vervangen moet worden.

## Ontwikkeling
Sinds de invoering van het nieuwe zorgstelsel op 1 januari 2006 is er sprake van gereguleerde marktwerking binnen de gezondheidszorg. Het is de bedoeling, dat ziekenhuizen en zorgverzekeraars met elkaar onderhandelen over prijs en kwaliteit. Zo hoopt men tot een doelmatige en kwalitatief hoogwaardige gezondheidszorg te komen.
Op dit moment worden ziekenhuizen nog grotendeels gefinancierd via het oude budgetteringssysteem. Met de invoering van DBC's wordt deze systematiek langzaam vervangen door vrije onderhandelingen.
Oorspronkelijk zou per 1 januari 2009 worden gestart met maatstafconcurrentie. Op dit moment is het echter onduidelijk of en zo ja wanneer deze maatregel gebruikt zal gaan worden.
De maatstaf werkt als een maximum op de gemiddelde prijs per DBC die een zorgaanbieder in rekening mag brengen voor haar totale productie. In eerste instantie wordt dit maximum nog berekend op de eigen historische budgetten van een ziekenhuis en is er dus nauwelijks financieel risico. Daarna zal het maximum berekend worden op basis van de landelijke gemiddelden en is er dus meer risico.